# Émile Grumiaux
Émile Grumiaux (ur. 11 czerwca 1861 w Hornu w Belgii, zm. 18 maja 1932 w Liévin) – francuski łucznik, mistrz olimpijski.
Grumiaux wystartował na Letnich Igrzyskach Olimpijskich 1900 w Paryżu. Został mistrzem olimpijskim, zdobywając złoto w sur la perche à la pyramide.